# Urugwaj na Mistrzostwach Świata w Lekkoatletyce 2017
Urugwaj na Mistrzostwach Świata w Lekkoatletyce 2017 – reprezentacja Urugwaju podczas Mistrzostw Świata w Londynie liczyła 5 zawodników, którzy nie zdobyli żadnego medalu.

## Skład reprezentacji
Mężczyźni
| Zawodnik              | Konkurencja | Finał    | Finał   |
| Zawodnik              | Konkurencja | Rezultat | Pozycja |
| --------------------- | ----------- | -------- | ------- |
| Nicolás Cuestas       | maraton     | DNF      | DNF     |
| Aguelmis Rojas        | maraton     | DNF      | DNF     |
| Ernesto Andrés Zamora | maraton     | 2:16:00  | 20.     |

| Zawodnik      | Konkurencja | Kwalifikacje | Kwalifikacje | Finał | Finał   |
| Zawodnik      | Konkurencja | Wynik        | Pozycja      | Wynik | Pozycja |
| ------------- | ----------- | ------------ | ------------ | ----- | ------- |
| Emiliano Lasa | skok w dal  | 7,96         | 9. q         | 8,11  | 9.      |

Kobiety
| Zawodniczka       | Konkurencja                | Eliminacje | Eliminacje | Półfinał | Półfinał | Finał    | Finał   |
| Zawodniczka       | Konkurencja                | Rezultat   | Pozycja    | Rezultat | Pozycja  | Rezultat | Pozycja |
| ----------------- | -------------------------- | ---------- | ---------- | -------- | -------- | -------- | ------- |
| Déborah Rodríguez | Bieg na 400 m przez płotki | 57,61      | 35.        | NQ       | NQ       | NQ       | NQ      |